# Дебора Юрато
Дебора Юрато (итал. Deborah Iurato; род. 21 ноября 1991, Рагуза (Сицилия) — итальянская певица. Победительница популярного итальянского талант-шоу «Amici di Maria De Filippi». В 2016 году в дуэте с Джованни Каккамо заняла третье место на Фестивале Сан-Ремо в категории «Big» с песней «Via da qui».

## Биография
Дебора дебютировал на итальянской сцене в 2014 году в шоу талантов «Amici di Maria De Filippi», где заняла первое место. В том же году он выпускает свой первый мини-альбом «Deborah Iurato», который дважды удостоился платинового статуса от FIMI.
17 октября 2014 года Дебора выпускает сингл «L’amore vero», который анонсировал выход дебютного альбома. Сам же альбом получил название «Libere», вышел 13 марта 2015 года.
5 июня 2015 года в свет выходит сингл «Da Sola», авторами которого стали Джованни Каккамо и Плачидо Саломоне.
В феврале 2016 Дебора дебютирует на Фестивале в Сан-Ремо, в дуэте с Джованни Каккамо она занимает третье место. 12 февраля выходит второй студийный альбом «Sono ancora io».

## Дискография
Студийные альбомы
- 2014 — Libere
- 2016 — Sono ancora io

Мини-альбомы
- 2014 — Deborah Iurato

Синглы
- 2014 – Danzeremo a luci spente
- 2014 – Anche se fuori è inverno
- 2014 – Piccole cose
- 2014 – L'amore vero
- 2014 – Dimmi dov'è il cielo
- 2015 – Libere (singolo)|Libere
- 2015 – Da sola
- 2015 – Fermeremo il tempo (совместно с Marco Rotelli)
- 2016 – Via da qui  (совместно с Giovanni Caccamo)
- 2016 – Sono ancora io
- 2019 – Stammi bene (on my mind) (совместно с Soul System)
- 2020 – Supereroi
- 2020 – Ma cosa vuoi?
- 2020 - Voglia di gridare